# Cot Keh
Cot Keh is een bestuurslaag in het regentschap Aceh Timur van de provincie Atjeh, Indonesië. Cot Keh telt 1154 inwoners (volkstelling 2010).